# Slovak Telekom
Slovak Telekom est l'opérateur de télécommunications slovaque.

## Présentation
La Slovak Telekom a remplacé la Slovenské telekomunikácie en 2004 avec le parrainage de la Deutsche Telecom (qui détient 51 % des actions).